# Gentiana langbianensis
Gentiana langbianensis är en gentianaväxtart. Gentiana langbianensis ingår i släktet gentianor, och familjen gentianaväxter.

## Underarter
Arten delas in i följande underarter:
- G. l. kerriana
- G. l. langbianensis